# VfB Pommern Löcknitz
VfB Pommern Löcknitz is een Duitse voetbalclub uit Löcknitz, Mecklenburg-Voor-Pommeren. Voorganger Vorwärts Löcknitz speelde in de jaren twintig op het hoogste niveau.

## Geschiedenis
De club werd in 1920 opgericht als SV Vorwärts Löcknitz. De club sloot zich aan bij de Baltische voetbalbond en ging in de competitie van Uckermark spelen. In 1922 werd de club kampioen en plaatste zich zo voor de Pommerse eindronde. Na een gelijkspel tegen FC Viktoria Stargard verloor de club in de replay met 4:0. Ook het volgende seizoen plaatste de club zich voor de eindronde en verloor nu meteen met 3:0 van Blücher Gollnow.
Tijdens de Tweede Wereldoorlog werden de activiteiten gestaakt in seizoen 1943/44. Na de oorlog werden alle Duitse clubs ontbonden. Er ontstond een nieuwe club SG Löcknitz. In 1949 nam de club het BSG-statuut aan en werd BSG Holz Löcknitz en in 1950 BSG Aufbau Löcknitz. De club speelde een aantal seizoenen in de Bezirksliga. In 1964 werd de naam BSG Einheit Löcknitz aangenomen.
Na de Duitse hereniging werd de BSG ontbonden en werd VfB Pommern opgericht.

## Erelijst
Kampioen Uckermark
1922, 1923